# ISO 3166-2:AG
ISO 3166-2:AGは、ISO 3166-2規格における、アンティグア・バーブーダの地方のコードである。アンティグア・バーブーダの6つの教区と2つの属領区すべてをカバーしている。
はじめの「AG」はISO 3166-1による国名コードでアンティグア・バーブーダを示し、その後に続く2文字の数字がそれぞれの教区・属領区を表している。

## コード
| コード | 行政区画名             | 英語表記     | 行政区画分類 |
| ------ | ---------------------- | ------------ | ------------ |
| AG-03  | セント・ジョージ教区   | Saint George | 教区         |
| AG-04  | セント・ジョン教区     | Saint John   | 教区         |
| AG-05  | セント・メアリー教区   | Saint Mary   | 教区         |
| AG-06  | セント・ポール教区     | Saint Paul   | 教区         |
| AG-07  | セント・ピーター教区   | Saint Peter  | 教区         |
| AG-08  | セント・フィリップ教区 | Saint Philip | 教区         |
| AG-10  | バーブーダ属領区       | Barbuda      | 属領区       |
| AG-11  | レドンダ属領区         | Redonda      | 属領区       |